# 贡纳尔·乌特贝里
贡纳尔·乌特贝里（瑞典語：Gunnar Utterberg，1942年11月28日—2021年9月12日），瑞典男子皮划艇运动员。他曾代表瑞典参加1964年、1968年和1972年夏季奥林匹克运动会皮划艇比赛，获得一枚金牌。